# Museum Morsbroich

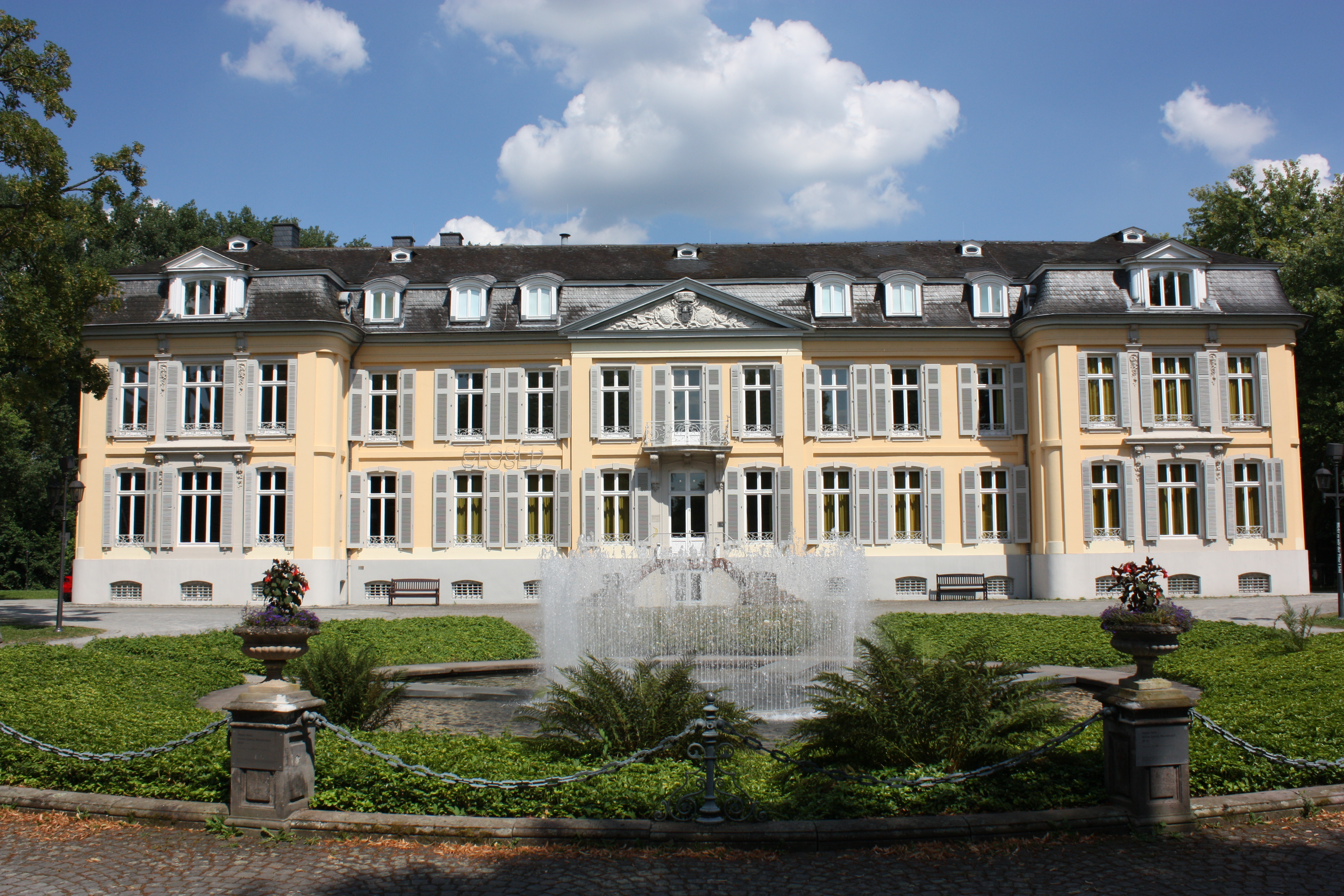
Museum Morsbroich, Leverkusen, im Juli 2016

Das Museum Morsbroich ist ein Museum für Gegenwartskunst in Leverkusen. Es wurde im Januar 1951 als erstes Museum für moderne Kunst nach dem Ende des Zweiten Weltkriegs in der Bundesrepublik Deutschland eröffnet. Träger ist die Stadt Leverkusen.

## Geschichte
Am 30. September 1949 beschloss der Hauptausschuss der Stadt Leverkusen einstimmig, in dem barocken Schloss Morsbroich ein Museum einzurichten. Es wurde ein Kuratorium gebildet, das die Aufgabe des Museums definierte: „Ständige Ausstellungen lebender Künstler zu veranstalten, und allen Kunstrichtungen ohne Voreingenommenheit und einseitige Bevorzugung einzelner Gelegenheit zu geben, ihr Können zu zeigen und sich der Kunstkritik und auch dem Publikum zu stellen.“ Mit der Gründung eines Museums für Gegenwartskunst wollte sich die erst 1930 gegründete Industriestadt ein modernes Gesicht geben und vor allem nach zwölf Jahren nationalsozialistischer Herrschaft die „starre Einstellung“ aufbrechen, wie es J. B. H. Hundt 1951 formulierte.

### Direktorat Curt Schweicher, 1952–1958
Zum 1. August 1952 wurde der Kunsthistoriker Curt Schweicher als Direktor berufen. Er setzte den Gründungsauftrag konsequent um und zeigte erste Ausstellungen Rheinischer Künstler und Künstlervereinigungen wie zum Beispiel Rheinische Sezession Düsseldorf (1951), Xaver Fuhr – Aquarelle (1952), Anton Raederscheidt. Ölgemälde, Aquarelle, Zeichnungen 1922–1952 (1952) oder das Werk von F.M. Jansen (1955), 2. Kunst anderer Länder wie zum Beispiel Schweizer Graphik der Gegenwart (1951), Das neue Bauen in Holland (1953), Japaner in Paris (1954), Fantastische Basler Malerei (1955), Brasilien baut (1956) oder Italienische Malerei heute (1956) und 3. Kunst der Klassischen Moderne wie zum Beispiel Deutsche Kunst des 20. Jahrhunderts aus der Sammlung Haubrich (1953), Oskar Moll (1954), Fernand Léger (1955) oder Robert Delaunay (1956). Schweichers Programm verlieh dem Museum internationale Anerkennung und schuf die Basis für die Experimente der späten 1950er bis in die frühen 1970er Jahre hinein, in denen Morsbroich seinen Ruf als Labor der Avantgarde festigte.

### Direktorat Udo Kultermann, 1959–1964
Der 1959 nach Morsbroich berufene junge Kunsthistoriker Udo Kultermann (1927–2013) verfolgte ein radikales Konzept der Grenzüberschreitung und verband die Bildende Kunst mit der Architektur, dem Film, der angewandten Kunst und der Wissenschaft. Er organisierte 1961 die „Morsbroicher Kunsttage“ unter Beteiligung von Theodor W. Adorno, Max Bense, Heinz-Klaus Metzger, der Tänzerin Kaluza, Frei Otto, Norbert Kricke, Gerhard v. Graevenitz, Franz Mon u. v. a. Er beschrieb als Ziel der Kunsttage, dass dort „untersucht werden soll, wie weit auch die anderen schöpferischen Disziplinen, wie Literatur, Theater, Musik, Film und Tanz sich dem neuen, in Bewegung geratenen Raum der gegenwärtigen künstlerischen Situation einfügen.“
Kultermann eröffnete sein Programm 1959 mit einer Ausstellung des Schweizer Architekten, Künstlers und Designers Max Bill und zeigte im Frühling 1960 die erste Ausstellung zur Monochrome(n) Malerei. Er zeigte u. a. Roberto Crippa (1960), Ad Reinhardt, New York', – 'Francesco Lo Savio, Rom, – Jef Verheyen, Antwerpen (1961), eine Ausstellung über Mobile Architektur (1961; Kurator: Yona Friedman), die erste Retrospektive des Werks von Lucio Fontana (1962), Kasimir Malewitsch (1962), Konstruktivisten (1962), Die gläserne Kette. Visionäre Architekten aus dem Kreis um Bruno Taut 1919–1920 (1963; Kurator: Oswald Mathias Ungers) oder das zeichnerische Werk des sowjetischen Filmregisseurs Sergei Eisenstein zusammen mit einer Retrospektive seiner Filme (1964).
Kultermann hat das Museum zu einem zentralen Ort der Avantgarde ausgebaut und einen progressiven Ansatz verfolgt, wie er in Deutschland zu dieser Zeit lediglich von Paul Wember in Krefeld vertreten wurde. Ähnlich wie sein Vorgänger Curt Schweicher wurde Kultermann immer wieder für sein avanciertes Programm und seinen unbedingten Qualitätsanspruch angegriffen. Im Juni 1964 kündigte er daher in Leverkusen seine Stelle, übersiedelte in die USA und nahm dort eine Professur an der Washington University in St. Louis an, die er bis zu seiner Emeritierung im Jahr 1994 bekleidete. Von den rückwärtsgewandten Angriffen auf seinen Museumsleiter beschädigt, sah sich die Verwaltung der Stadt Leverkusen zu einer Erklärung veranlasst, „daß in Leverkusen die Möglichkeiten für eine verantwortungsvolle Museumstätigkeit ohne Einengung der geistigen Freiheit und ohne bürokratische Hemmnisse gegeben sind.“

### Direktorat Rolf Wedewer, 1965–1995
Auf der Grundlage dieser Ehrenerklärung gewann man den Kunsthistoriker und Journalisten Rolf Wedewer (1932–2010) als neuen Museumsdirektor, der das Haus von 1965 bis 1995 leitete. Wedewer eröffnete sein Programm mit der Ausstellung Metamorphosen. Surrealismus heute (1965) und knüpfte mit Projekten an die glanzvolle Zeit Kultermanns an. Er zeigte sozialpolitisch und philosophisch motivierte Ausstellungen wie Realismus der Symptome (1966), Tradition und Gegenwart (1966), Fetisch-Formen (1967) beziehungsweise Fetisch Jugend. Tabu Tod (1972) und präsentierte große Einzelausstellungen zu Bernard Schultze (1966), Francis Picabia (1967), Lee Bontecou (1968), Richard Lindner (1968) oder Michael Buthe (1977). Im Jahr 1969 zeigte er in Zusammenarbeit mit dem Düsseldorfer Galeristen Konrad Fischer die erste umfassende, europäische Ausstellung zur Konzeptkunst auf musealer Ebene (Konzeption – Conception) und die Ausstellung Räume – environments, für die jeder Künstler einen eigenen Raum im barocken Schloss bespielte. 1973 wurde das dem Museum für eine Wanderausstellung zur Verfügung gestellte Kunstwerk Joseph Beuys’ Badewanne während einer Parteiveranstaltung zerstört.
1992 organisierte Wedewer von Leverkusen aus eine Retrospektive des Werks von Wolf Vostell, die im Museum Morsbroich und zugleich auf fünf weitere Museen verteilt gezeigt wurde.

### Direktorat Susanne Anna, 1995–2000
Susanne Anna verfolgte in ihrer Amtszeit (1995–2000) ein pluralistisches Ausstellungsprogramm und zeigte Die Informellen. Von Pollock bis Schumacher (1998) genauso wie das Museum Vitale (1996), ein Projekt über die Zukunft der Museen, oder Global Fun (1998), mit der sie auf die Verbindung zwischen Design und Bildender Kunst in den 1990er Jahren zurückblickte.

### Direktorat Gerhard Finckh, 2001–2006
Gerhard Finckh (2001–2006) gelang es, das Museum für wichtige deutsche Privatsammlungen zu öffnen. Er zeigte 2001 Freestyle. Die Sammlung Boros (Christian Boros), 2003 Franz von Lenbach und die Kunst heute (Alfred Neven DuMont, ein Enkel von Lenbachs), 2005 Art and Politics. Erró, Fahlström, Köpcke, Lebel (Harald Falckenberg) und YES YES YES YES. Differenz und Wiederholung in Bildern der Sammlung Olbricht (Thomas Olbricht). Mit Ausstellungen zu Andy Warhol (2001) und Robert Motherwell (2004) versuchte Finckh, historische Positionen in die Programmatik des Museums zu integrieren.

### Direktorat Markus Heinzelmann, 2006–2018
Von 2006 bis 2018 leitete Markus Heinzelmann das Museum. Er verfolgte gemeinsam mit Fritz Emslander und Stefanie Kreuzer ein ortsspezifisches Ausstellungsprogramm. Künstler wurden eingeladen, sich mit der Geschichte, Bedeutung und Architektonik des Morsbroicher Parks und des barocken Schlosses auseinanderzusetzen. Ann Veronica Jannsens (An den Frühling, 2007), Albrecht Schäfer (Ein Tag, 2010), Rosemarie Trockel und Paloma Varga Weisz (Maison de Plaisance, 2012), Thomas Grünfeld (homey – Werke von 1981–2013, 2013), Gert & Uwe Tobias (2014) und andere entwickelten ihre Ausstellungen auf die Besonderheiten des Ortes hin. Themenausstellungen, die sich mit dem Charakter des Gebäudes auseinandersetzen, bezogen sich auf seine Bauform als Jagdschloss (Jäger und Sammler in der zeitgenössischen Kunst, 2014), das Raumprogramm (Frauenzimmer, 2011) oder assoziative Felder (Zeitgespenster. Erscheinungen des Übernatürlichen in der zeitgenössischen Kunst, 2011). Nachdem Heinzelmann Anfang März 2018 das Haus verlassen hatte, wurde das Programm durch Fritz Emslander und Stefanie Kreuzer fortgesetzt.

### Direktorat Jörg van den Berg, seit 2021
Zum 1. August 2021 übernahm der Kurator Jörg van den Berg die Leitung des Museums.

## Sammlung
Seit seiner Gründung 1951 hat das Museum systematisch eine Sammlung internationaler Gegenwartskunst aufgebaut. Meist schon bald nach ihrer Entstehung wurden Arbeiten erworben (so etwa 1968 der Tiger, für Gerhard Richter einer der ersten musealen Ankäufe). Viele Werke hat das Museum auch als Geschenke von Künstlern und Sammlern erhalten, die dem Haus oft über viele Jahre verbunden waren. Heute verfügt die Sammlung über etwa 400 Gemälde und Skulpturen sowie knapp 5000 Zeichnungen und druckgrafische Werke.
Nachdem in der Gründerzeit des Museums einzelne Werke des Expressionismus und der klassischen Moderne, die in Deutschland zwölf Jahre lang verfemt waren, bewusst angekauft und gezeigt wurden, setzt die Kernsammlung in den 1950er und dann gezielt Anfang der 1960er Jahre an. Über die folgenden Jahrzehnte richtete sich die Ankaufspolitik auf die je aktuelle Kunstproduktion junger Künstler. Mit wichtigen Einzelwerken und bedeutenden Werkgruppen sind Nouveau Realisme und Fluxus (Décollagisten, Burhan Dogancay, Daniel Spoerri, Wolf Vostell), geometrisch-minimalistische (Ad Reinhardt) und analytische Malerei (Antonio Calderara, Raimund Girke), Op-Art (Victor Vasarely) und kinetische Kunst (Alexander Calder, Adolf Luther) vertreten. Schwerpunkte der Sammlung bilden die monochrome Malerei (Yves Klein, Piero Manzoni, Francesco Lo Savio), die Mitglieder der ZERO-Gruppe sowie die Kunst des Informel (Sam Francis, K. O. Götz, Norbert Kricke, Emil Schumacher, Bernard Schultze). In späteren Jahren finden in Ergänzung des abstrakten Kernbestands vermehrt auch figurative Positionen Eingang in die Sammlung, die somit ein abwechslungsreiches Panorama von der Nachkriegskunst bis in die Gegenwart vermittelt. Die bedeutende grafische Sammlung mit Zeichnungen und Druckgrafiken zeitgenössischer Künstler umfasst große Sammlungsblöcke von Blinky Palermo, Gerhard Richter, Fred Sandback und Markus Oehlen. Von Georg Baselitz besitzt das Museum das weltweit umfangreichste Konvolut an druckgrafischen Werken.
Das Museum zeigt keine Dauerausstellung. Stattdessen werden die Sammlungsbestände in wechselnden Ausstellungen mit thematischem Fokus präsentiert (2001: Manabu Yamanaka. Menschenbilder; 2013/2014: Eine Handvoll Erde aus dem Paradies. Magische Bilder und Objekte aus dem Museum Morsbroich; 2016/2017: Drama Queens. Die inszenierte Sammlung; in der 2008 wieder eröffneten Grafiketage 2014: Blinky Palermo. Das grafische Werk; 2015: Lichtsplitter. Holzschnitte aus der Sammlung des Museum Morsbroich; 2016: Sigmar Polke – Gerhard Richter. Schöne Bescherung).

## Skulpturengarten

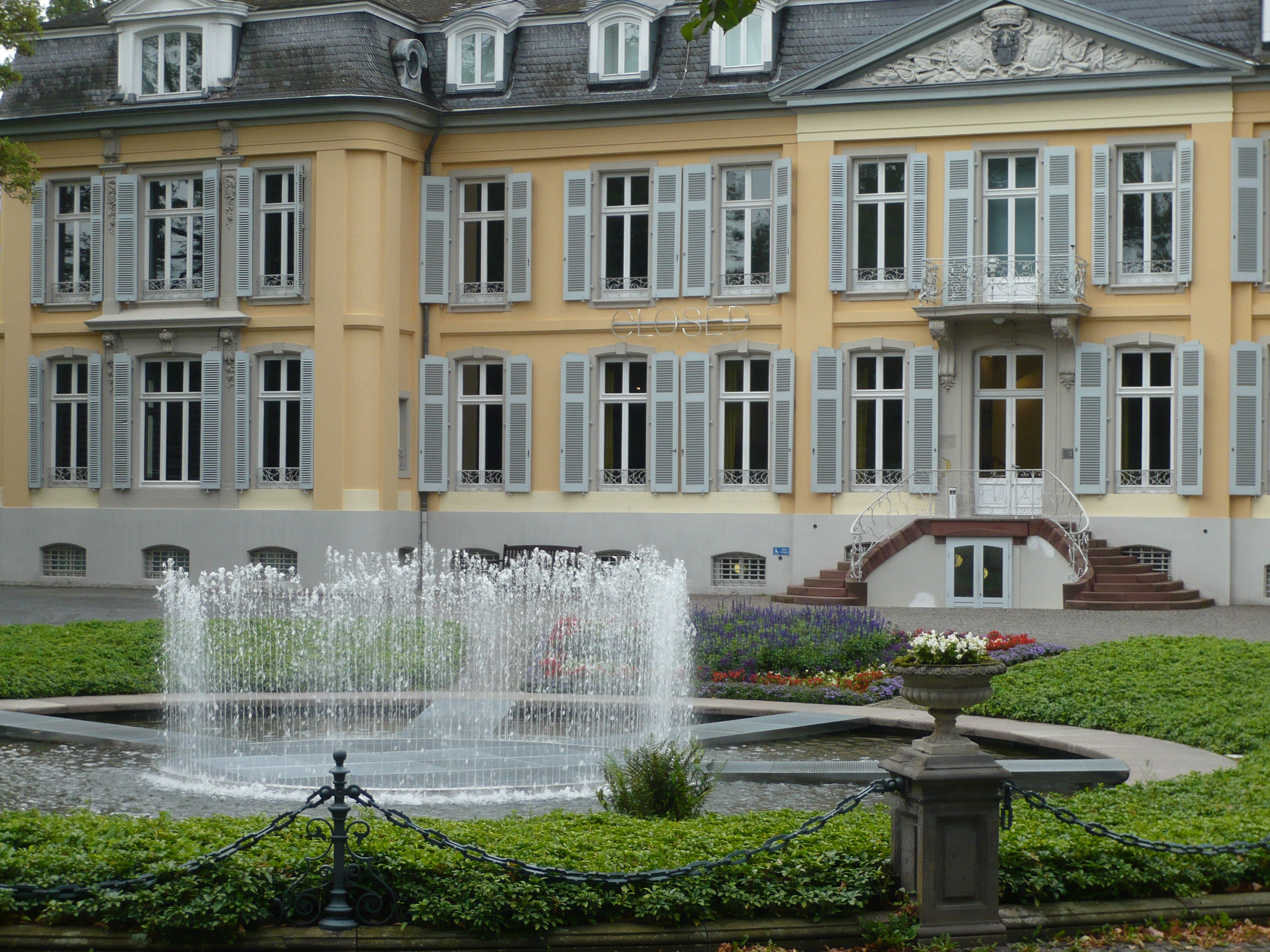
Jeppe Hein: Water Island, 2010

Seit 2008 wird der Morsbroicher Park, eine ursprünglich barock gestaltete und später teilweise romantisierte Gartenarchitektur, mit ortsspezifischen Skulpturen bespielt. 2008 brachte Jonathan Monk seine Leuchtschrift CLOSED an der Fassade des Museums an, die sich einschaltet, sobald das Museum geschlossen ist und den Besucher des Parks humorvoll darauf hinweist, was ihm entgangen ist. Jeppe Hein installierte 2010 sein begehbares, computergesteuertes Wasserspiel Water Island in der Auffahrt des Schlosses. Werner Reiterer platzierte 2012 zwei Luftballone in den Bäumen vor und hinter dem Hauptgebäude: Der eine hängt schlaff herunter und verkündet durch eine Aufschrift Life isn‘t funny, während der andere prall mit Luft gefüllt nach oben zieht und Life is great verkündet.

## Auszeichnungen
- 2008: Ausstellung des Jahres in NRW für Gerhard Richter. Übermalte Fotografien (WamS)
- 2009: Wahl des Museum Morsbroich zum „Museum des Jahres in Deutschland“ durch den Internationalen Kunstkritikerverband (aica)
- 2010: Justus-Bier-Preis für Kuratoren an Markus Heinzelmann und Doreen Mende für die Ausstellung Projects: Done. Eine Ausstellung von Candida Höfer mit Kuehn Malvezzi im Museum Morsbroich
- 2015: Wahl des Jahresprogramms des Museum Morsbroich zum besten Programm aller Kunstmuseen in NRW (WamS)
- Im Jahr 2014 hat Straßen NRW das Ensemble aus Museum und Skulpturenpark zu einem „touristischen Ziel von überregionaler Bedeutung“ erhoben und im Februar 2019 ein Hinweisschild an der Autobahn A3 zwischen den Auffahrten Köln-Mülheim und Leverkusen installiert[10].

## Förderverein
Seit dem Jahr 2001 unterstützt der Museumsverein Morsbroich e. V. die Arbeit des Museums. „Zweck des Vereins ist die Förderung und finanzielle Unterstützung des Museums Morsbroich.“ [Vereinssatzung] Vorsitzender des Vorstands ist Gottfried Zaby. Etwa 30 Ehrenamtliche betreiben den Museumsshop und finanzieren mit ihren Gewinnen die ortsbezogenen Skulpturen im Außenraum.

## Ausstellungen
2024
- gegen den Himmel. contre le ciel. Jef Verheyen. Johanna von Monkiewitsch
- Es gibt kein Wort… Annäherungen an ein Gefühl
- An den Rändern

2023
- sein und haben
- Sigmar Polke. Höhere Wesen befehlen
- yours truly,

2022
- KHM-Förderpreis für Künstlerinnen 2022: Rimma Arslanov
- 2022/23: spielzeit #2
- 2022: spielzeit #1

2021
- Mischa Kuball. ReferenzRäume
- Anne Arndt. Die DDR hat’s nie gegeben
- Das Ensemble schreibt das Stück. 70 Jahre heute
- Franz Erhard Walther. Manifestationen. Grafische Entwürfe 1958–2021
- Der Katalysator. Joseph Beuys und Demokratie heute

2020
- From A to B. Von Straßen, Highways und Datenströmen
- Svenja Wichmann. Reference
- Bernd Zimmer. Reflex
- Reale Fiktionen & ebensolche Simulationen. Manuel Graf & Co* / Matthias Wollgast
- 1:1. Begegnung mit Originalen aus der Sammlung des Museum Morsbroich
- Liebes Ding. Object Love

2019
- Simon Schubert. Schattenreich
- Francis Alÿs. The Private View. Werke aus deutschen Sammlungen
- Auf Dauer. Präsentation von Leihgaben der Stiftung Kunst im Landesbesitz
- Paco Knöller. Zeichnungen und Holzschnitte 1989–2018
- Alles Farbe! Jörn Stoya und die Sammlung des Museum Morsbroich
- Next Generations. Aktuelle Fotografie made im Rheinland

2018
- Peter Piller. Peripheriewanderung Leverkusen
- Markus Oehlen. Linolschnitte
- Der flexible Plan. Das Rokoko in der Gegenwartskunst
- Sigmar Polke. Fotografien 70–80
- Neuzugänge. Werke von Lutz Fritsch, Lothar Götz & Ralf Ziervogel
- Burhan Doğançay. Zeichen an der Wand
- Gegen die Strömung. Reise ins Ungewisse

2017
- Georg Baselitz. Heulende Hunde. Druckgrafik 1964–2017
- Mirosław Bałka. Die Spuren
- Duett mit Künstler_in. Partizipation als künstlerisches Prinzip
- Hans Op de Beeck. The Silent

2016
- Drawing Room. Meisterwerke der Grafischen Sammlung: Porträt
- Peter Radelfinger. Aah … Aha !
- Drama Queens. Die inszenierte Sammlung
- Diango Hernández. Theoretical Beach
- Sigmar Polke – Gerhard Richter. Schöne Bescherung
- Aufschlussreiche Räume. Interieur als Portrait

2015
- Jana Gunstheimer. Image in Meditation
- Eddie Murphy und die Milk-Brothers. Schenkungen für die Sammlung
- Ruhe vor dem Sturm. Postminimalistische Kunst aus dem Rheinland
- Lichtsplitter. Holzschnitte aus der Sammlung des Museum Morsbroich
- Gert & Uwe Tobias
- more Konzeption Conception now

2014
- Thomas Grünfeld: Ei/ weiß und andere Neuerwerbungen für die Sammlung
- Jäger & Sammler in der zeitgenössischen Kunst
- Blinky Palermo. Das grafische Werk
- Keramische Räume. Lucio Fontana, Norbert Prangenberg, Thomas Schütte, Rosemarie Trockel, Markus Karstieß
- Achim Hoops. Basic Settings – Zeichnungen nach Medienbildern
- Propaganda für die Wirklichkeit

2013
- Zilla Leutenegger. 13 Räume – Eine Biografie in Kleidern
- Eine Handvoll Erde aus dem Paradies. Magische Objekte aus dem Museum Morsbroich
- Thomas Grünfeld – homey
- Hans Salentin. Collagen mit Papier und Metall
- Twisted Entities. Zeitgenössische polnische Kunst

2012
- Zeitgespenster. Erscheinungen des Übernatürlichen in der zeitgenössischen Kunst
- Thomas & Renée Rapedius. Oder wie der Dinge Erscheinung sich formt
- Rosemarie Trockel / Paloma Varga Weisz. Maison de Plaisance
- Michael Schmidt. Lebensmittel

2011
- Fred Sandback. Zeichnung, die man bewohnen kann
- Christopher Williams. For Example: Dix-Huit Leçons Sur La Société Industrielle (Revision 15)
- Frauenzimmer
- Schnitte im Raum. Skulpturale Collagen
- Gotthard Graubner. Das zeichnerische Werk
- Radical Shift. Politische und soziale Umbrüche in der Kunst Argentiniens seit den 60er Jahren

2010
- Neues Rheinland. Die postironische Generation
- Simon Halfmeyer – loop & relate
- Das Theater ist auf der Straße. Die Happenings von Wolf Vostell
- Alfred Hrdlicka. Wie ein Totentanz

2009
- Slow Paintings
- Michael Schoenholtz. Das grafische Werk
- Revolutionen des Alltäglichen. Zeitgenössische Lateinamerikanische Kunst
- Projects: Done. Eine Ausstellung von Candida Höfer mit Kuehn Malvezzi
- Moralische Fantasien. Aktuelle Positionen zeitgenössischer Kunst in Zusammenhang mit der Klimaerwärmung

2008
- Gerhard Richter. Übermalte Fotografien
- Jan Albers / Jens Ullrich. Kollekte
- Wolf Vostell. Dauerleihgaben des Landes Nordrhein-Westfalen im Museum Morsbroich, Leverkusen
- Kavalierstart: 1978–1982. Aufbruch in die Kunst der 80er
- Blattgold. Meisterwerke der grafischen Sammlung des Museum Morsbroich Leverkusen

2007
- ars viva 07/08 – Sound
- Ann Veronica Janssens. An den Frühling
- Der Kontrakt des Fotografen

2006
- Personal Affairs. Neue Formen der Intimität
- V.I.P. 3 – Arena der Abstraktion

2005
- Timothy und Isca Greenfield-Sanders
- Yes, yes, yes, yes. Differenz und Wiederholung in Bildern der Sammlung Olbricht
- Marlies Obier. Wo die blaue Blume zu finden ist
- Himmel und Erde. Ludwig Cremer, Michael C. Klein
- Blumenstück – Künstlers Glück. Vom Paradiesgärtlein zur Prilblume
- Martha Laugs. America after Jesus: Bilder aus dem Bible-Belt
- Art and Politics

2004
- Robert Motherwell
- Heike Weber. Barocco
- Paul Schwer
- V.I.P. 2 – Die Neuen
- Anthony MacDonald
- Lee Young-Jae. Gefäße

2003
- Cornelius Völker. Hunde
- Franz von Lenbach und die Kunst heute
- Raven Schloßberg. Mind Games
- New abstract painting – Painting abstract now. Abstraktion in der neuen Malerei
- Harald Fuchs. Perforierte Parallelwelten
- Talking Pieces. Text und Bild in der neuen Kunst

2002
- Jürgen Liefmann
- Juan Uslé
- Arnold Odermatt
- V.I.P. – Very Important Pieces
- Sven Drühl. Die Aufregung

2001
- Central. artLab: Neue Kunst aus Mitteleuropa
- Darlings: Bilder und Skulpturen aus privaten Sammlungen
- Transfer: Galicien · Asturien · Baskenland – Nordrhein-Westfalen. Austausch bildender Künstler und Kunst
- Andy Warhol
- Manabu Yamanaka
- Bettina Pousttchi
- Freestyle. Werke aus der Sammlung Boros

2000
- Von Angesicht zu Angesicht. Mimik – Gebärden – Emotionen
- Vom stillen Leben der Dinge. Werner Wittig – Holzrisse 1970–2000 aus Eigenbesitz
- Gustav Kluge. Werkverzeichnis der Holzdrucke 1984–2000
- Jürgen Grölle. Rumbledethumps
- Einsame Meister – Die Langheimer kopieren Meisterwerke der Moderne
- Lothar Götz. Changing Rooms – Farbe auf der Wand
- Hans-Günter Schmitz. Bodenschätze
- Ernst Hermanns zum 85. Geburtstag. Skulpturen 1970–1994

1999
- Johannes Grützke. Farbige Zeichnungen und Druckgrafik
- Archi-Neering

1998
- Global Fun. Kunst und Design von Mondrian, Gehry, Versace and Friends
- Die Informellen. Von Pollock bis Schumacher
- Bernd Zimmer: Aus der Ferne. Nähe – Arbeiten auf Papier 1977–1997
- Bernard Schultze. Arbeiten aus der Sammlung Walter
- Sherrie Levine. Cathedrals

1997
- Dokumentarfotografie. Förderpreis der Wüstenrot Stiftung
- Das Bauhaus im Osten: Slowakische und Tschechische Avantgarde 1928–1939
- Standort Deutschland. Ein Interdisziplinärer Diskurs zur deutschen Situation
- Dieter Goltzsche. Lithographien 1954–1996
- François Morellet
- Nonkonformisten
- Architektur: Licht Materie Landschaft – Mario Botta gesehen von Pino Musi

1996
- Museum Vitale: Offenes Labor zur Tradition und Zukunft einer Institution
- Tenebrae: Gregor T. Kozik. Holzschnitte und Zeichnungen
- Zeit-Spiegel I
- Einblicke II: Aus dem Bestand der Graphischen Sammlung
- Mic Enneper. Das Arsenal
- Maria Lassnig. Zeichnungen und Aquarelle 1946–1995
- Rudolf Schoofs. Gemälde und Zeichnungen aus Privatbesitz

1995
- Cees Andriessen. Graphik 1969–1994
- Alex Colville. Being Seen
- Alf Lechner. Skulpturen 1990–1995
- Christian Ludwig Attersee. Gemälde
- Willy Meyer-Osburg. Archiv der Farbe
- Micus. Neue Arbeiten 1989–1995
- Roberto Cordone. Movementi
- Lee Ufan
- Wols. Photographien, Aquarelle, Druckgraphik
- Thomas Kesseler. Malerei und Skulptur

1994
- Sammlung Morsbroich von Kindern gesehen
- Bernd Zimmer. Bilder 1987–1994
- Einblicke: Aus dem Bestand der Graphischen Sammlung
- Jürgen Albrecht. Objekte
- Horst Münch. Skulpturen, Bilder, Zeichnungen
- Wolfgang Niedecken. Phasen
- Winfried Virnich
- Peter Gilles. Stromboli 1968 – Selbstporträts
- Hanns Schimansky. Zeichnungen 1984–1994
- Sammlung Museum Morsbroich: Malerei und Skulptur im Dialog
- Barry Le Va. Munich Diary – African Sketchbook
- Ludwig Meidner (Ausstellung des Kunstvereins)
- Heinz-Günter Prager. Zeichnungen 1971–1973

1993
- Erwin Bechtold. Gegensetzungen – Werke von 1959 bis heute
- Carsten Nicolai. Corpus (Ausstellung des Kunstvereins)
- Positionen: Arbeiten auf Papier aus der graphischen Sammlung
- Am Beispiel Plastik: Konzeption und Form
- Franz Hitzler. Druckgraphik aus Eigenbesitz
- Hugo-Erfurth-Preis: William Klein, Jörg Krichbaum, Anton Corbijn
- Ernst Hermanns: Werke aus der Sammlung Morsbroich und Dauerleihgaben Klaus und Christel Maas
- Emil Schumacher. Die Gouachen der 80er Jahre
- Die Skulpturen-Sammlung des Museum Morsbroich
- Werner Wittig. Druckgraphik 1954–1992
- Joachim Bandau. Werke aus der Sammlung Morsbroich

1992
- In Nebel aufgelöste Wasser des Stromes. Hommage à Caspar Wolf
- Johannes Zechner. La Gomera Zyklus
- Erich Lindenberg. Vom Verschwinden des Menschen
- Michael Schoenholtz. Steine entkernen
- Krimhild Becker. EXIT – Räume mit Fotografie
- Horst Rickels. Der singende Wassergraben und der Wald Hermaphrodit
- Druckgraphische Mappenwerke 1960–1991
- Marcel van Bemmel. Five thousand Mistakes
- Lutz Fritsch. Raumsichten
- Sammlung: Malerei und Plastik
- Vostell. Das malerische Werk (Retrospektive)
- Ausschnitt. Helmut Hungerberg, Harry Plein, Jutta Schmücking, Ulrike Würminghausen

1991
- Hugo-Erfurth-Preis: Manuel Alvarez Bravo, Louise Lawler, Henk Tas
- Druckgraphik: Neuerwerbungen
- Ward Jackson. Diamond – Diamant
- Steine und Orte. Altmexikanische Steinskulpturen und Plastiken der Gegenwart
- Andrea Kaiser. Opéras Imprévus
- Max Uhlig. Menschenbildnisse
- Jeanne Mammen. Köpfe und Szenen
- Earth. Erdbilder Amerika
- 150 Handzeichnungen und Aquarelle aus fünf Jahrhunderten aus der Graphischen Sammlung der Kunsthalle zu Kiel
- Adolf Luther
- Tina Keane. Circus
- Sergei Tschesnokow
- Frank Badur. Lichtbahnen – Schattenbahnen

1990
- Jochen Gerz. Blau oder das wirkliche Leben
- Ole Fischer. Labyrinthe
- Hermann Kleinknecht. Skulpturen im Schloss Morsbroich
- Miles Davis: Artworks 1987–1990
- Volker Hildebrandt. Bildstörungen – Der Saal der Sammlung und das Zimmer des Sammlers
- Die Frühzeit der Fotografie in Slowenien 1839–1919
- Amerikanische Zeichnungen in den achtziger Jahren
- Die Dilettanten des Wunders erfinden das 21. Jahrhundert
- Neuerwerbungen der graphischen Sammlung
- Eva Kuhl
- Elisabeth Vary. Objekte, Konfigurationen
- Ludwig Gies

1989
- Ernst Hermanns. Nähe und Ferne 1956–1988
- Christoph M. Gais
- Jože Ciuha. Gemälde und Graphik
- Georg Baselitz. Druckgraphik 1963 bis 1988 aus Eigenbesitz
- Kunst, Form, Design. Beispiele von Rosenthal
- Clemens Kaletsch
- Hugo-Erfurth-Preis: Josef Koudelka, Graciela Iturbide, Barbara Klemm
- Jürgen Partenheimer. Tönende Schatten
- 11 Künstler Räume / 11 Künstlerräume
- Robert Wilson. Die lithographischen Zyklen 1984–1986
- Tradition – Innovation. Jüngere Künstler der DDR

1988
- Arnulf Rainer. Zeichnungen 1949–1985
- Von drinnen nach draußen. Bildnerische und literarische Arbeiten von Inhaftierten in NRW
- Tim Scott
- Mit Messer und Eisen. Holz- und Linolschnitte der Gegenwart
- Brasil Já. Beispiele zeitgenössischer brasilianischer Malerei
- Gregor Cürten, Ingrid Roschek, Michael Royen. Arbeiten auf Papier
- Moderne slowenische Grafik
- Jens Stittgen. Alle Tage
- Raimund Girke. Arbeiten auf Papier
- Manfred Vogel. Bilder und Zeichnungen 1977–1988
- Tragezeichen: Schmuck
- Mobile Kunst
- Inge Prokot. Enzyklopädische Malerei im Schloss
- Winfred Gaul. Arbeiten auf Papier 1955–1987

1987
- Alf Schuler. Wand- und Bodenstücke 1974–1987
- Kunst-Szene: Fotografien von Dietmar Schneider
- Eberhard Foest. Skulpturen
- Theodoros Stamos. Malerei 1947–1987
- Joachim Bandau. Schwarz-Aquarelle von 1983–1987
- Vom Rittersitz zum Kunstmuseum
- Skulptur total: Bildhauerarbeiten aus Eigenbesitz
- Artur Stoll. Zeichnungen 1969–1974
- Das kann mein Kind auch! Für und wider die neue Kunst 1945 bis heute
- Christa Näher. Arbeiten 1965–1987
- Von Arakawa bis Winzer. Arbeiten auf Papier aus der Graphischen Sammlung
- Zeitgenössische litauische Graphik
- Franz Hitzler. Bilder 1974–1985
- Rudi Tröger. Das zeichnerische Werk
- Heribert C. Ottersbach. Väter und Söhne
- Fred Sandback: Das graphische Werk 1970–1986

1986
- Die Idylle. Eine Bildform im Wandel zwischen Hoffnung und Wirklichkeit 1750–1930
- Aus sieben Ateliers. Malerei – Plastik – Graphik. Leverkusener Künstler
- Graphik des deutschen Expressionismus
- Pinuccio Sciola. Skulpturen 1983–1986
- Farbe – Zeichen – Figur
- Druckgraphische Folgen aus Eigenbesitz
- Künstler bekennen Farbe
- Emilio Vedova
- Helmut Pfeuffer. Verkörperlichungen
- Ägyptische und moderne Skulptur – Aufbruch und Dauer

1985
- Haupt- und Nebenwege der Kunst nach 45
- Jörg Schneidrzik. Bilder – Holzschnitte 1974–84

1984
- Heckel, Mueller, Kirchner, Dubuffet, Beuys, Twombly, Kounellis, Anzinger, Tannert: Zum Mythos der Ursprünglichkeit
- Dialoge

1983
- Von drinnen nach draußen
- Landschaften und Ansichten
- Sigurd Maschke. Landschaftsbetrachtungen: Photographien von 1975–1983
- Emmanuel Sougez
- Gerd Winner. Spuren und Zeichen: Arbeiten von 1973–1983

1982
- Franz Hitzler
- Hans Baschang. Exilpräsentation – Zeichnungen
- Jörg Krichbaum

1981
- Helmut Pfeuffer. Gemälde und Zeichnungen
- Josef Neuhaus. Plastiken und Reliefs
- Zeichnungen 7: Emilio Vedova
- Atelier 5: J.J. Schoonhoven
- Ernst Wilhelm Nay
- Rolf Jörres

1980
- Atelier 4: Erwin Heerich
- A.R. Penck
- Alfred Kremer
- Aus der Sammlung
- Zeichnungen 6
- Atelier 3: Günther Uecker
- Vorstellungen und Wirklichkeit. 7 Aspekte subjektiver Fotografie
- Willy Meyer-Osburg

1979
- Edgar Hofschen
- Atelier 2: Bernhard Schultze
- Peter Dreher
- Zeichnungen 5
- Atelier 1: Ulrich Erben
- Carlo Alfano

1978
- Zeichnungen fünfzehn polnischer Künstler
- Hermann Finsterlin. Ideenarchitektur
- Hennes Maier
- Bernd Koberling
- Heinz Günter Prager
- Anton Christian
- Rolf Gunter Dienst

1977
- Ernst Neizvestny
- Gerd Baukhage
- Studio: Rolf Kissel
- Bernard Descamps
- Andre Kertész
- Studio: W.F. Dirtinger
- Michael Buthe. Tarahumaras: Bilder, Zeichnungen und Bücher
- Stadtgestalt: Monotonie und Vielfalt

1976
- Marc Chagall. Ausstellung seines Bibelwerkes in 100 Radierungen
- Wilhelm Loth
- Parks und Landschaftsgärten
- Studio: Josef Albers. Interaction of Color
- Carl Grossberg
- Studio: Illustrierte Künstlerbücher. Von Picasso bis Uecker
- Porträts und Situationen
- Deutsche Grafik des Expressionismus aus der Kunsthalle zu Kiel
- Studio: Reimer Jochims
- Studio: Rudolf Schoofs. Foto-Grafische Folgen
- Wolfram Erber
- Studio: Fujio Akai

1975
- Studio: Alfred Wallis
- Gianni Colombo – Retrospektive
- Let's mix all feelings together
- Studio: Gerhard Seyde
- Iwan Puni
- Zeichnungen 3: USA
- Studio: Ugo Dossi
- Antonius Höckelmann
- Studio: Vier amerikanische Photographen. Friedlander, Gibson, Krims, Michals
- Palermo: Druckgraphik 1970–74

1974
- Studio: Spanische Realisten
- Ernst Hermanns. Plastiken
- Studio: Zen-Buddhistische Gärten
- Landschaft – Gegenpol oder Fluchtraum?
- Studio: Christine Meschede
- Studio: Baer, Kuehn, Nauman, Serra
- Georg Baselitz. Das druckgraphische Werk 1963–1973
- Die verlorene Identität: Zur Gegenwart des Romantischen
- Studio: Rolf Kissel
- Studio: Gerhard Richter
- Alfonso Hüppi
- Studio: Monumentalität und Monumente. Moore und Giacometti
- Luigi Veronesi
- Studio: Fred Sandback

1973
- Realität Realismus Realität
- Robyn Denny. Bilder und Grafiken
- Medium Fotografie. Fotoarbeiten bildender Künstler von 1910 bis 1973
- Andre Thomkins. Zeichnungen, Objekte und Texte
- Thema: Informel, Teil 1. Zur Struktur einer ‚anderen‘ Zeit

1972
- Zeichnungen 2
- Plastik des 20. Jahrhunderts
- Fetisch Jugend, Tabu Tod
- George Segal
- Profitopolis – Der Mensch braucht eine andere Stadt
- Manfred Mausz

1971
- Icke Winzer
- Joachim Bandau. Figuren und Geräte
- Werkstatt 2: Friedrich Gräsel
- François Morellet
- Die Puppe – Aspekte zum Bild der Frau
- Werkstatt 1: Kuno Gonschior
- Peter Roehr

1970
- Takis
- Zeichnungen 1
- Klaus Rinke
- Architektonische Spekulationen

1969
- George Sugarman
- Konzeption – Conception
- H.A. Schult. Biokinetische Situationen
- Adolf Luther
- Räume und environments

1968
- 13 deutsche Maler
- Richard Lindner
- Ornamentale Tendenzen in der zeitgenössischen Malerei
- Lee Bontecou
- Gernot Bubenik
- Heinz Knoke

1967
- Oskar Dominguez
- Die neue Bühne: Luciano Damiani, Wilfried Minks, Jaromir Svoboda
- Rudolf Hoflehner
- Fetisch-Formen
- Francis Picabia

1966
- Heinrich Richter
- Kunst am Bau in Leverkusen
- Tradition und Gegenwart
- Bernhard Schultze
- Realismus der Symptome

1965
- Jean Ipousteguy
- Surrealismus heute
- Mark Brusse – Vic Gentils – Lucio del Pezzo
- Die Wiener Schule des phantastischen Realismus
- Mattia Moreni

1964
- Alicia Penalba
- Junge Berliner Bildhauer
- Wojciech Fangor
- Die Kunst der Schrift (UNESCO-Wanderausstellung)
- neue tendenzen

1963
- Sergej Eisenstein. Zeichner und Regisseur
- Leverkusener Künstler 1963
- Paul Scheerbart
- Die gläserne Kette. Visionäre Architekturen aus dem Kreis um Bruno Taut 1919–1920
- Chinesische Künstler der Gegenwart
- Getulio Alvani
- Pioniere der Bildcollage: Ella Bergmann und Robert Michel. Werke von 1917 bis 1962

1962
- Kunstbesitz der Stadt Leverkusen
- Konstruktivisten
- Max Klinger
- Kasimir Malewitsch
- Lucio Fontana
- Otto Piene

1961
- Originaldokumente zur ostdeutschen Kultur
- Lovis Corinth
- Neue Malerei in England
- Oskar Holweck
- Etienne Hajdu
- Mobile Architektur
- 30 junge Deutsche. Architektur, Plastik, Malerei, Graphik
- Ad Reinhardt, Francesco Lo Savio, Jef Verheyen

1960
- Henri Nouveau
- Kumi Sugai
- 42 junge Schweizer Künstler
- Sammlung der Familie Grzimek
- Roberto Crippa
- Monochrome Malerei
- Spiel und Gestaltung. Schülerausstellung

1959
- Brasilianische Kunst der Gegenwart
- Kunstsammler an Rhein und Ruhr. Malerei 1900–1959
- Moderne sakrale Kunst in Frankreich – Werke von Künstlern und Architekten aus den Jahren 1945 bis 1960
- Max Bill
- Maler der Galerie Denise René
- Ernst Weil

1958
- Jean Fautrier
- Pariser Maler – Neues aus der neuen Malerei
- 2. Internationale Fotoausstellung Leverkusen 1958 der fotografischen Gesellschaft Leverkusen
- Darmstädter Maler
- Italienische und deutsche Maler 1958
- Julio Gonzales
- Max Pfeiffer-Watenphul
- Oskar Sommer

1957
- Gus Koleman
- Marc Chagall: Ausstellung seines Bibelwerkes in 100 Radierungen
- Images inventées (Subjektive Fotografie)
- Le Sport: Der Sport in der heutigen Malerei
- Jean Dubuffet
- Moderne Galerie des Museums Saarbrücken
- Gino Meloni
- Arnold D’Altri
- Hans Gassebner
- Finnland. Kunst in Handwerk und Industrie

1956
- Malerei und Plastik in Westdeutschland
- Internationale Sezession 56
- Italienische Malerei heute
- Robert Delaunay
- Brasilien baut
- Henri Cartier-Bresson
- Pinselzeichnungen des Japaners Hokusai und graphische Arbeiten des Bildhauers Ewald Mataré

1955
- Maler um Morsbroich
- Moderne Kunst – alt + neu
- Ausgewanderte Maler
- fantastische basler malerei
- Günter Ferdinand Ris
- F.M. Jansen
- Werkkunstschule Krefeld
- Peter Herkenrath
- Waltraut Eich
- Fernand Léger

1954
- Japaner in Paris
- Peter Steinforth
- Karl Wenke
- Franziska Bilek
- Oskar Moll
- Internationale Sezession 54
- Gelsenkirchener Künstler
- Georg Muche
- Koptische Stoffe
- Otto Geigenberger
- Georges Rouault: Miserere
- Schöne Gläser aus europäischen Ländern
- Januarius Zick

1953
- Junge deutsche Maler 1953
- Zeichnungen und Graphik des 19. und 20. Jahrhunderts aus der Sammlung Beckers
- Deutsche Kunst des 20. Jahrhunderts aus der Sammlung Haubrich
- Karl Rödel
- Das neue Bauen in Holland
- Thea Ernst
- Peter Steinforth
- Lidy Lüttwitz
- Gabriele Münter
- Neues Hausgerät in USA
- Joseph Kutter
- Karl Hofer
- Englische Lithos und Monotypien

1952
- Anton Räderscheidt
- Carl Barth
- Gemeinschaftsausstellung Willi Baumeister – Max Ernst – Henri Nouveau
- Graphische Kunst als Dokument der Kunstgeschichte: II. Die galante Welt
- Kölner Werkschulen
- Schöpferische Jugend – Schülerarbeiten
- Ausstellungen der bergischen Kunstgenossenschaft
- Sammlung Kasimir Hagen
- Xaver Fuhr. Aquarelle

1951
- Italienische Weihnachtsdarstellungen des 16.–18. Jahrhunderts
- Vom Impressionismus bis zur Malerei der Gegenwart (UNESCO-Wanderausstellung)
- Gemälde, Graphik und Plastik: Rheinisch-Bergische Künstler
- Graphische Kunst als Dokument der Kulturgeschichte: I. Jacques Callot
- Schweizer Plakate aus der Sammlung Sattler, Hamburg
- Rheinische Sezession Düsseldorf
- Gemälde aus dem Wuppertaler städtischen Museum
- Schweizer Graphik der Gegenwart
- Rheinische Künstlergemeinschaft Köln